# Gigaom

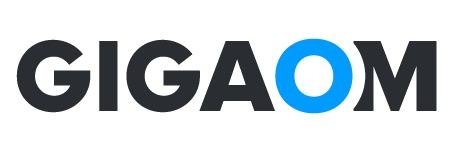
Logo de la empresa

Gigaom es una empresa de medios y una firma de analistas centrada en la tecnología. La empresa evolucionó a partir de un blog que ofrecía noticias, análisis y opiniones sobre empresas emergentes, tecnologías emergentes y otros temas relacionados con la tecnología. Fue iniciado por Om Malik en San Francisco, California y fue adquirido por Knowingly Corp. en 2015..

## Historia
Después de ejecutar su blog personal bajo el nombre durante varios años, Gigaom fue fundada como empresa por Om Malik en 2006.
En junio de 2006, dejó su trabajo diario en la revista Business 2.0 para trabajar en Gigaom a tiempo completo.
El sitio originalmente integró varios otros blogs y servicios relacionados con la tecnología en su red. En 2011, Gigaom consolidó esta red de blogs y los renombró como canales temáticos separados en gigaom.com, con canales dedicados a noticias tecnológicas, Apple, tecnologías limpias, computación en la nube, datos, Europa, tecnología móvil y video digital.
Desde 2006, ha organizado conferencias tecnológicas bajo el lema Gigaom Events. Antiguos empleados de Gigaom fundaron Structure, una empresa de conferencias independiente para albergar algunos de los eventos. Para su primera conferencia, Structure entregó boletos gratis a quienes perdieron dinero en boletos para la conferencia cancelada en marzo y los patrocinadores que patrocinaron el evento cancelado obtuvieron el 90 por ciento del dinero que perdieron para patrocinar la primera conferencia de Structure.
En 2008, Malik nombró a Paul Walborsky como director ejecutivo de la empresa y en 2009, la empresa lanzó GigaOM Pro, un servicio de investigación de tecnología por suscripción. Walborsky renunció como director ejecutivo en septiembre de 2014.
El 8 de febrero de 2012, adquirió Paid Content mediante la adquisición de Content Next Media.
El 9 de marzo de 2015, cesó sus operaciones, con una breve nota en el sitio web que decía que estaba cerrando y que "sus activos ahora están controlados por los prestamistas de la empresa". Malik declaró que la publicación no pudo pagar a sus acreedores en su totalidad. En ese momento, tenía 6,4 millones de lectores mensuales.
El 22 de mayo de 2015, Knowingly Corp. adquirió la empresa y comenzó a publicar contenido nuevo en el sitio en agosto de 2015.